# Harry Thickett
Harry Thickett (Hexthorpe, 28 marzo 1873 – Trowbridge, 15 novembre 1920) è stato un calciatore inglese, di ruolo difensore.

## Carriera

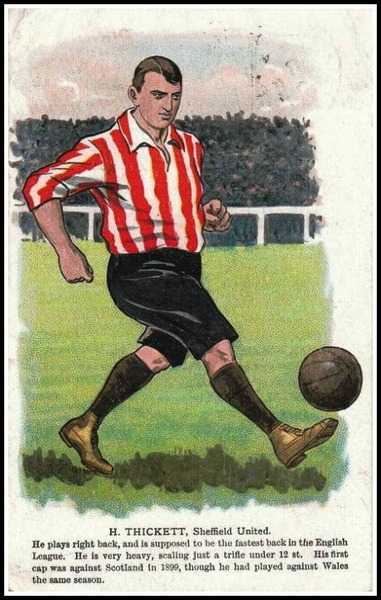
Thickett con la maglia dello Sheffield United raffigurato sul retro di un pacchetto di sigarette.

All'epoca era considerato uno dei migliori terzini destri e il più veloce terzino della Football League. Nonostante il fisico possente, era descritto come un calciatore molto robusto ma aveva una sorprendente velocità e queste caratteristiche, unite ai suoi tackle e alla volontà di lavorare duramente, lo portarono a diventare presto un idolo sia dei tifosi sia della società dello Sheffield United, club col quale vince il titolo inglese nel 1898 e due FA Cup (1899, 1902) prima di cominciare la carriera di allenatore al Bristol City.

### Club
Inizia la carriera tra gli amatori dell'Hexthorpe Wanderer prima di essere ceduto come guest (una specie di prestito) allo Sheffield United a soli diciassette anni. Lo Sheffield United decide di non farlo firmare dopo averlo visto giocare in cinque incontri stagionali. In seguito a un infortunio occorso al capitano Ramsey Grey il 21 marzo 1891, Thickett si trasferisce al Doncaster Rovers per il resto della stagione, giocando nella Midland Alliance League. In seguito a questa esperienza, gli viene offerto un contratto con il Rotherham Town, club della Football League.
Nel 1893 lo Sheffield United era una delle squadre più forti del paese e decide di far firmare Thickett dal Rotherham Town nel novembre del 1893 in cambio di £ 30, a distanza di due anni da quando Thickett era arrivato a Sheffield. Il giovane è subito inserito titolare come terzino destro, ruolo che mantiene per più di dieci anni.
Durante il suo periodo con lo Sheffield United vince il titolo inglese nel 1898, termina il campionato per due volte secondo (1897 e 1900), vince due FA Cup (1899, 1902) e arriva una volta in finale, nel 1901. Nei suoi ultimi anni a Sheffield patì diversi infortuni ma era noto per giocare anche quando era infortunato: nella FA Cup 1899 pare abbia giocato avvolto da diversi metri di bende e fortificato da grandi quantità di whiskey, ma in seguito un medico di Manchester ammise d'aver inventato questa storia per darla alla stampa e che la reputazione di Thickett aveva fatto in modo che la storia fosse credibile. Nel 1895 si tagliò lo stipendio, perché credeva di aver perso troppi incontri dopo aver contratto la febbre tifoide.
Thickett decise di terminare la carriera al Bristol City, giocando la sua ultima stagione nel 1905, dopodiché venne nominato allenatore.

### Nazionale
Il 20 marzo 1899 scende in campo con la maglia dei Tre leoni contro la Nazionale gallese (4-0). Il suo secondo ed ultimo incontro è giocato l'8 aprile seguente contro la Scozia (2-1): Thickett disputò solamente questi due incontri con l'Inghilterra ed entrambi, validi per i British Home Championship, portarono alla vittoria inglese.

## Statistiche

### Presenze e reti nei club
| Cronologia completa delle presenze e delle reti in nazionale ― Inghilterra | Cronologia completa delle presenze e delle reti in nazionale ― Inghilterra | Cronologia completa delle presenze e delle reti in nazionale ― Inghilterra | Cronologia completa delle presenze e delle reti in nazionale ― Inghilterra | Cronologia completa delle presenze e delle reti in nazionale ― Inghilterra | Cronologia completa delle presenze e delle reti in nazionale ― Inghilterra | Cronologia completa delle presenze e delle reti in nazionale ― Inghilterra | Cronologia completa delle presenze e delle reti in nazionale ― Inghilterra |
| Data                                                                       | Città                                                                      | In casa                                                                    | Risultato                                                                  | Ospiti                                                                     | Competizione                                                               | Reti                                                                       | Note                                                                       |
| -------------------------------------------------------------------------- | -------------------------------------------------------------------------- | -------------------------------------------------------------------------- | -------------------------------------------------------------------------- | -------------------------------------------------------------------------- | -------------------------------------------------------------------------- | -------------------------------------------------------------------------- | -------------------------------------------------------------------------- |
| 20-3-1899                                                                  | Bristol                                                                    | Inghilterra                                                                | 4 – 0                                                                      | Galles                                                                     | Torneo Interbritannico 1899                                                | -                                                                          |                                                                            |
| 8-4-1899                                                                   | Birmingham                                                                 | Inghilterra                                                                | 2 – 1                                                                      | Scozia                                                                     | Torneo Interbritannico 1899                                                | -                                                                          |                                                                            |
| Totale                                                                     |                                                                            | Presenze                                                                   | 2                                                                          |                                                                            | Reti                                                                       | 0                                                                          |                                                                            |

## Palmarès

### Giocatore

#### Club
- Campionato inglese: 1

Sheffield United: 1897-1898
- Coppa d'Inghilterra: 2

Sheffield United: 1898-1899, 1901-1902

### Allenatore

#### Club
- Second Division: 1

Bristol City: 1905-1906